# Panorpa pseudoalpina
Panorpa pseudoalpina is een insect uit de orde van de schorpioenvliegen (Mecoptera), familie van de schorpioenvliegen (Panorpidae). De wetenschappelijke naam van de soort is voor het eerst geldig gepubliceerd door Nagler in 1970.
De soort komt voor in Roemenië.